# بطولة اتحاد غرب آسيا لكرة القدم للسيدات 2007
أُقيمت بطولة اتحاد غرب آسيا لكرة القدم  للسيدات عام 2007 في عمّان، الأُردن و كانت ثاني بطولة تُقام
تنافست أربعة فرق و فازت الأردن (البلد المضيف ) بالبطولة . 

| تفاصيل بطولة السيدات عام 2007 | تفاصيل بطولة السيدات عام 2007 |
| ----------------------------- | ----------------------------- |
| البلد المضيف                  | الأُردن                        |
| التاريخ                       | 3 - 7 سبتمبر 2007             |
| الفرق                         | 4 ( 1 من الاتحاد الكونفدرالي) |
| المكان                        | في المدينة المضيفة            |

| الوضع النهائي | الوضع النهائي |
| ------------- | ------------- |
| الأبطال       | الأُردن        |
| المركز الثاني | إيران         |
| المركز الثالث | لبنان         |
| المركز الرابع | سوريا         |

| إحصائيات البطولة    | إحصائيات البطولة    | إحصائيات البطولة      | إحصائيات البطولة      |
| ------------------- | ------------------- | --------------------- | --------------------- |
| المباريات التي لُعبت | المباريات التي لُعبت | 6                     | 6                     |
| الأهداف المسجلة     | الأهداف المسجلة     | 37 ( 6.17 لكل مباراة) | 37 ( 6.17 لكل مباراة) |

3 - 9 - 2007
إِيران 13–0 سوريا
____________________________________
3 - 9 - 2007
الأُردن 3   --   0 لِبنان
____________________________________
5 - 9 - 2007
لِبنان  0    --   3 إيران
____________________________________
5 - 9 - 2007
سوريا 1  --   7 الأردن
____________________________________
7 - 9 - 2007
سوريا  0  -- 7 لبنان
____________________________________
3 - 9 - 2007
إيران 7  --  2 الأردن
____________________________________
| بطلة اتحاد غرب آسيا لكرة القدم للسيدات لعام 2007 |
| ------------------------------------------------ |
| الأُردن 🇯🇴                                        |